# Quassia orinocensis
Quassia orinocensis là một loài thực vật có hoa trong họ Thanh thất. Loài này được (Kunth) D.Dietr. miêu tả khoa học đầu tiên năm 1840.